# Lake Washington
Lake Washington er en amerikansk sø beliggende øst for byen Seattle. Vest for Lake Washington ligger byerne Bellevue, Kirkland og Redmond, som det er muligt at køre til via broer over Lake Washington. Søen har også huset en større base for undervandsbåde, som har kunnet sejle ud i Puget Sound via en kanal, som deler Seattle tværs over og derfra videre ud i selve Stillehavet. Samtidig har basen ligget godt beskyttet, da det er den eneste vej ind og ud. Basen er i dag rekreativt område for indbyggerne i Seattle, hvor det blandt andet er muligt at bade i Lake Washington. Men, pas på. Vandet kan godt være iskoldt, da det kommer direkte som smeltevand om sommeren fra de nærliggende bjergkæder, Cascades.